# 페르타미나
페르타미나(Pertamina)는 자카르타에 위치한 인도네시아의 국유 기름 및 천연가스 기업이다. 1968년 8월 페르타민(Pertamin, 1961년 설립)과 페르미나(Permina, 1957년 설립)의 합병을 통해 설립되었다. 2020년 기준으로 이 기업은 미국의 기업 엑슨모빌의 Mobil Cepu와 셰브론에 이어 인도네시아에서 3번째로 큰 석유 생산 기업이다. 2013년, 페르타미나는 포춘 글로벌 500 기업 목록에 처음 들어갔으며 소득 면에서 122위로 순위를 올렸다. 2020년 포춘 목록에 따르면 페르타미나는 인도네시아 최대의 기업이다.

## 같이 보기
- 페르타미나 에너지 타워